# Gossypol
Gossypol ist ein gelb-rötlicher Farbstoff. Es ist ein atropisomeres aromatisches dimeres Sesquiterpen, das für den Menschen schwach giftig ist durch die Hemmung des Enzyms Lactatdehydrogenase. Gossypol besteht aus zwei spiegelbildisomeren Formen (Enantiomere) und besitzt axiale Chiralität.

## Vorkommen

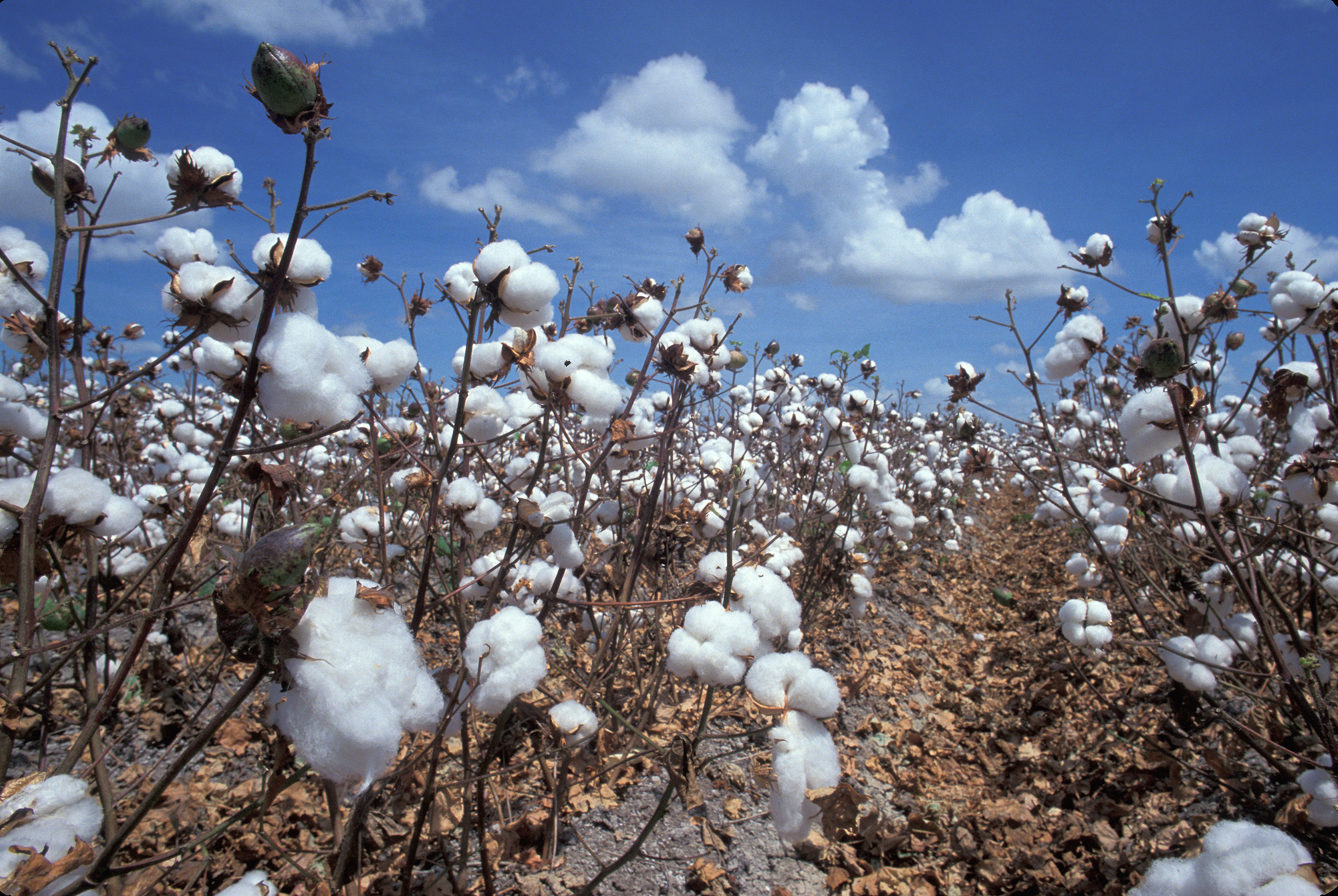
Baumwollpflanze (Gossypium)

Gossypol ist in den Samen der Baumwollpflanze zu etwa 1,5 Prozent enthalten.

## Medizinische Forschung
Gossypol ist Forschungsobjekt der Krebsforschung. Erste Laborversuche zeigten, dass Gossypol bestimmte Proteine in Krebszellen und damit deren Zellteilung blockiert. Besonders eine der Varianten zeigte gute Versuchsergebnisse.
In China wurde mit Gossypol bis in die 1970er-Jahre geforscht, um daraus ein Verhütungsmittel für Männer zu gewinnen. Da 20 % der Versuchspersonen dauerhaft unfruchtbar blieben, empfahl die WHO 1998, die Forschungen an der „Pille für den Mann“ mit Gossypol einzustellen.